# Монгольско-швейцарские отношения
Монгольско-швейцарские отношения — двусторонние дипломатические отношения между Монголией и Швейцарией, установленные в 1964 году. В 2010 году двусторонний товарооборот между Монголией и Швейцарией составил 7,1 млн долларов.

## История
Дипломатические отношения между Монголией и Швейцарией были установлены в 1964 году. В 2018 году Х. Баттулга посетил Швейцарию. В 2019 году М. К. Гушетти посетила Монголию.

## Экономические отношения
В 2005 году двусторонний товарооборот между Монголией и Швейцарией составил 5,3 млн долларов. В 2010 году двусторонний товарооборот между Монголией и Швейцарией составил 7,1 млн долларов. В 2005 году экспорт Монголии в Швейцарию составил 4,2 млн долларов. В 2010 году экспорт Монголии в Швейцарию составил 2,9 млн долларов. В 2005 году экспорт Швейцарии в Монголию составил 1,1 млн долларов В 2010 году экспорт Швейцарии в Монголию составил 4,2 млн долларов.